# 平澤則雄
平澤 則雄（ひらさわ のりお、1957年11月21日 - ）は、栃木県出身の元騎手（地方・宇都宮所属）。

## 経歴
1974年4月19日の第8競走・エクセレントタカイ（12頭中9着）で初騎乗を果たし、同29日の第3競走・ハマタカラで初勝利を挙げる。
1982年には第1回しもつけ菊花賞を牝馬のイチマツブレーブで制し、1992年にはリードホーユー産駒の牝馬ビクトリアレットで同レース2勝目を飾った。
1984年はナサハラ、1985年はスルガキングで北関東ダービーを連覇し、1989年4月3日には1000勝を達成。
1987年には中央競馬騎手招待として行われた宇都宮記念でナスノノボルに騎乗し、小島太・岡部幸雄・柴崎勇・木藤隆行・鹿戸雄一を抑えて優勝。
内田利雄・早川順一・鈴木正・山口竜一と共に常にリーディングに定着し、1992年と1993年には中央から移籍してきたタケデンマンゲツ、1994年にはブライアンズタイム産駒カルラネイチャーとのコンビで活躍。
タケデンマンゲツでは1992年の北日本マイルチャンピオンシップ南部杯（水沢）では8番枠から控えて中団の外目を追走し、前半こそ水沢マイル特有の速い流れに普段よりもやや後ろの位置取りからのレースとなったが、向正面中間の残り800mを切ったあたりから一気にスパート。4コーナーで先頭集団を外から一気に捲って先頭に立ち、後続を一気に引き離し5馬身差の圧勝し、外々を回りながらも突き放す強さを見せた。南部杯での勝利をきっかけに本格的に遠征路線を歩み、笠松の全日本サラブレッドカップではキタシバスペイン（金沢）の4着、明けて1993年の川崎記念では10番人気ながらハシルショウグンのハナ差2着と健闘。地元では1992年・1993年と足利の尊氏賞を連覇し、1993年にはオールスターカップを制覇。
カルラネイチャーには栃木時代の全レースに騎乗し、しもつけさつき賞はスタートで飛び出すと、勝負所で2番手以下を引き付けつつスパート。2着に8馬身差を付けて圧勝し、しもつけさつき賞で1500勝を達成。
同じブライアンズタイム産駒のブライアンズロマンとの対決となったとちぎダービーでは単勝支持率約80％の断然1番人気に支持され、ゲートが開くと、好スタートを切ったサウスキングの内から持ったまますんなりとハナを奪い、いつものように後続を引き離し気味に逃げる。隊列が固まったゴール板前では2番手を6～7馬身離して軽快に飛ばし、3コーナーでは並びかけるブライアンズタイムを十分引き付けて、馬体が合う直前にスパートし突き放しにかかる。4コーナーでは相手を十分引き付けてからスパートしたため十分な手応えがあり、ブライアンズタイムは必死に追いすがるも、早めにスパートした分、1馬身の差がなかなか詰まらず、カルラネイチャーに軍配が上がった。
1994年にはグランドリツチでオールスターカップを連覇し、稲穂賞も制覇。
1995年にはイチノキングで交流重賞に挑戦し、帝王賞ではハシルショウグン・ツインターボに先着するも7着に終わったが、高崎の群馬記念では地元・他地区を含む地方勢最先着の4着に入った。中央競馬騎手招待ではウメノサカエで加藤和宏・大西直宏・柴田善臣・横山賀一を抑えて優勝。
1997年にはプザンでカネユタカオー記念を制し、宇都宮記念ではブライアンズロマンの3連覇を阻んだ。
1998年3月16日には2000勝を達成し、1999年の宇都宮記念ではセントリックでブライアンズロマンの2度目の連覇を阻んだ。
2002年には2月28日には2500勝を達成し、八汐賞をミホノブルボン産駒ミホノコトブキで制覇。同年には日米のトップジョッキーがポイント制で腕を競う「日米友好ジョッキーシリーズ」（大井）に参戦し、地元の的場文男にアメリカのビクター・エスピノーザ、石崎隆之（船橋）、見澤譲治（浦和）、今野忠成（川崎）、小牧太（兵庫）、蔵重浩一郎（金沢）、板垣吉則（上山）、五十嵐冬樹（北海道）、四位洋文（中央）と腕を競った。
2003年暮れからは北海道のシーズン終了後に仁岸進厩舎に転入してきたフジエスミリオーネの主戦として活躍し、2004年には北関東皐月賞を2着に6馬身差の圧勝で断然の1番人気に応えると、北関東ダービーも圧倒的人気に応えて二冠目を獲得。しもつけ3歳スプリンターズカップでは中団からレースを進め、先行した3番人気ヤマヨダイナミックを1馬身捕らえ快勝。北関東菊花賞では2番手追走から3コーナー手前で先頭に立つと、後方から徐々に進出した2番人気エフケーアニカの追撃をアタマ差凌ぎ、2000年に栃木と高崎の三冠路線が統一されてからは初の三冠を制覇。
最後の開催となった2005年3月11日〜14日には地元ゆかりのスターホースの名を冠した特別競走が組まれたが、12日の第10競走カルラネイチャー特別をサクラアクート、13日の第9競走タケデンマンゲツ特別をトーアヴイゴールで勝利した。
最終日の14日は7鞍に騎乗し、4戦連続2着の後、第8競走スーパースタージョッキーカップをデスピーナで人気に応えた。最後の騎乗となった平成16年度とちぎ大賞典ではフジエスミリオーネで中団の後方追走から直線外に持ち出すと、好位追走から内を突いた3番人気ヤマニンバリーを1.1/2馬身差し切り優勝。
廃止後は現役を引退し、現在は宇都宮市内にある日本中央競馬会の施設に勤務している。

## 通算成績
- 18691戦2778勝　勝率14.9%、連対率28.4%

### 主な騎乗馬
- イチマツブレーブ（1982年しもつけ菊花賞）
- ナサハラ（1984年北関東ダービー）
- スルガキング（1985年北関東ダービー）
- ナスノノボル（1987年宇都宮記念《中央競馬騎手招待》）
- トミカワシーザー（1990年おおるり賞、1991年華厳賞、とちぎアラブ王冠、マロニエ杯アラブ優駿）
- タケデンマンゲツ（1992年, 1993年尊氏賞、1992年北日本マイルチャンピオンシップ南部杯、1994年オールスターカップ）
- シンジュクムサシ（1992年とちぎアラブ王冠、とちぎアラブ大賞典）
- ビクトリアレット（1992年しもつけ菊花賞）
- ハーモニーホー（1993年かもしか賞、1994年しもつけオークス）
- カルラネイチャー（1994年しもつけ弥生賞、しもつけさつき賞、とちぎダービー）
- グランドリツチ（1994年オールスターカップ、稲穂賞）
- タマスキー（1994年とちぎアラブ王冠、1995年日刊スポーツ杯）
- ウメノサカエ（1995年中央競馬騎手招待）
- プザン（1997年カネユタカオー記念、宇都宮記念）
- セントリック（1999年宇都宮記念）
- ミホノコトブキ（2002年八汐賞）
- フジエスミリオーネ（2004年北関東皐月賞・北関東ダービー・北関東菊花賞・しもつけ3歳スプリンターズカップ、2005年春光賞・とちぎ大賞典）